# Gabarus Bay
Gabarus Bay – zatoka (ang. bay) Oceanu Atlantyckiego w kanadyjskiej prowincji Nowa Szkocja, w hrabstwie Cape Breton; nazwa urzędowo zatwierdzona 2 grudnia 1924.